# The Mandalorian (sæson 3)
Den tredje sæson af den amerikanske tv-serie The Mandalorian har Pedro Pascal i hovedrollen som titelkarakteren, en dusørjæger, der rejser til Mandalore for at forløse sine tidligere overtrædelser med sin adopterede søn Grogu og bliver hjulpet på deres rejse af Mandalorianerfælle Bo-Katan Kryze . Serien er en del af Star Wars- serien, der foregår efter begivenhederne i Return of the Jedi (1983). Sæsonen er produceret af Lucasfilm, Fairview Entertainment og Golem Creations, hvor Jon Favreau fungerer som showrunner .

## Afsnit
| Nr. i serie | Nr. i sæson | Titel                                                               | Instruktør          | Manuskript af              | Oprindelig udgivelsesdato |
| ----------- | ----------- | ------------------------------------------------------------------- | ------------------- | -------------------------- | ------------------------- |
| 17          | 1           | "Chapter 17: The Apostate" "Kapitel 17: Apostaten"                  | Rick Famuiywa       | Jon Favreau                | 1. marts 2023             |
| 18          | 2           | "Chapter 18: The Mines of Mandalore" "Kapitel 18: Mandalores miner" | Rachel Morrison     | Jon Favreau                | 8. marts 2023             |
| 19          | 3           | "Chapter 19: The Convert" "Kapitel 19: Konvertitten"                | Lee Usaac Chung     | Noah Kloor og Jon Favreau  | 15. marts 2023            |
| 20          | 4           | "Chapter 20: The Founding" "Kapitel 20: Hittebarnet"                | Carl Weathers       | Jon Favreau og Dave Filoni | 22. marts 2023            |
| 21          | 5           | "Chapter 21: The Pirate" "Kapitel 21: Piraten"                      | Peter Ramsey        | Jon Favreau                | 29. marts 2023            |
| 22          | 6           | "Chapter 22: Guns for Hire" "Kapitel 22: Lejesvende"                | Bryce Dallas Howard | Jon Favreau                | 5. april 2023             |
| 23          | 7           | "Chapter 23: The Spies" "Kapitel 23: Spionerne"                     | Rick Famuyiwa       | Jon Favreau                | 12. april 2023            |
| 24          | 8           | "Chapter 24: The Return" "Kapitel 24: Tilbagevenden"                | Rick Famuyiwa       | Jon Favreau                | 19. april 2023            |